# Monodora grandidieri
Monodora grandidieri är en kirimojaväxtart som beskrevs av Henri Ernest Baillon. Monodora grandidieri ingår i släktet Monodora och familjen kirimojaväxter. Inga underarter finns listade i Catalogue of Life.